# Konstal 13N

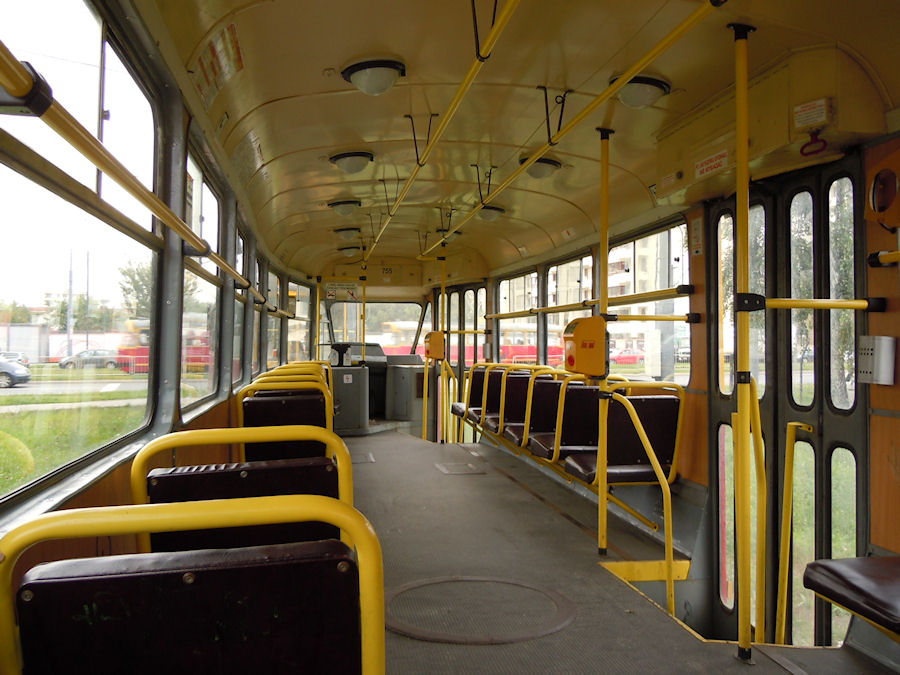
Wnętrze - widok w kierunku przodu

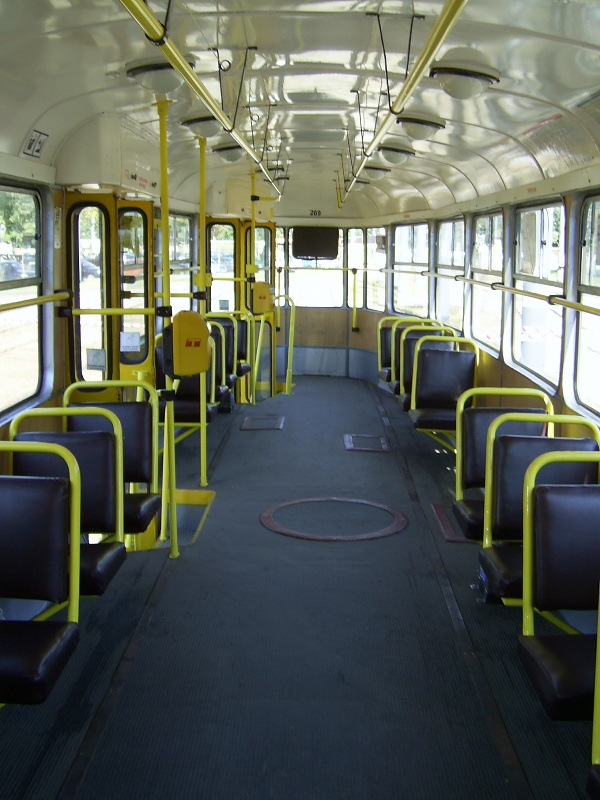
Wnętrze - widok w kierunku tyłu

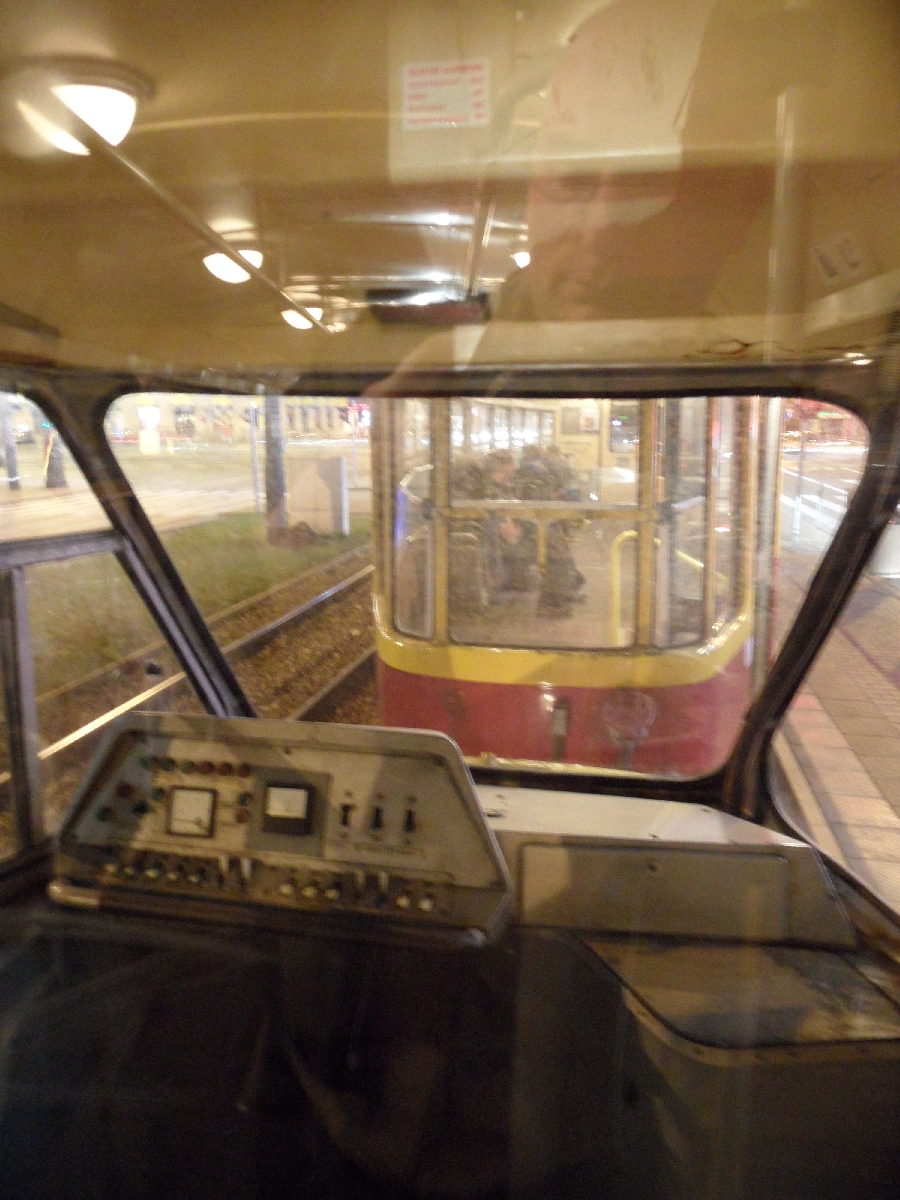
Pulpit motorniczego

Konstal 13N – typ tramwaju wytwarzanego w latach 1959–1969 przez zakłady Konstal w Chorzowie. 13N to pierwszy polski tramwaj szybkobieżny. Wyprodukowano 836 egzemplarzy.

## Geneza
Po zakończeniu II wojny światowej tabor polskich systemów tramwajowych wymagał odbudowy i modernizacji. W związku z tym w krótkim czasie uruchomiono produkcję tramwajów typu N i 4N, jednak były to tramwaje wolnobieżne, traktowane jedynie jako połowiczne rozwiązanie problemu. W 1948 r. Związek Przedsiębiorstw Komunikacyjnych rozpoczął prace związane ze stworzeniem koncepcji polskiego tramwaju szybkobieżnego. Miał on powstać w oparciu o używane tramwaje typu PCC ze Szwecji. Ten pomysł nie doczekał się jednak realizacji. 
W 1955 r. MPK Warszawa zakupiło w czechosłowackich zakładach Tatra Smíchov dwa tramwaje typu Tatra T1 w celu skopiowania niektórych rozwiązań konstrukcyjnych. Opracowano projekt tramwajów 11N dla Warszawy, który miał mieć aparaturę elektryczną z rozruchem automatycznym i 12N, który miał być jego uproszczoną wersją dla pozostałych miast w Polsce. Skonstruowanie prototypów było niemożliwe, ponieważ polski przemysł nie był w stanie wyprodukować w tym czasie nowoczesnej aparatury, a Tatra Smíchov nie wyraziła zgody na sprzedaż aparatury tramwajów T1. 
W 1957 r. zakupiono w belgijskiej firmie ACEC 25 kompletów aparatury elektrycznej, a następnie z uwzględnieniem jej parametrów stworzono projekt tramwaju 13N. 
| Porównanie tramwajów typu T1 i 13N | Porównanie tramwajów typu T1 i 13N | Porównanie tramwajów typu T1 i 13N |
|                                    | T1                                 | 13N                                |
| ---------------------------------- | ---------------------------------- | ---------------------------------- |
| Długość                            | 13 300 mm                          | 13 390 mm                          |
| Szerokość                          | 2400 mm                            | 2400 mm                            |
| Wysokość                           | 3050 mm                            | 3060 mm                            |
| Typ silników                       | TM 22                              | LTa-220                            |
| Moc silników                       | 4 × 40 kW                          | 4 × 41,5 kW                        |
| Aparatura elektryczna              | TR32                               | ACEC/Woltan                        |
| Napięcie pokładowe                 | 24 V DC                            | 40 V DC                            |
| Prędkość maksymalna                | 60 km/h                            | 68 km/h                            |
| Liczba miejsc siedzących           | 26                                 | 21                                 |
| Liczba miejsc stojących            | 69                                 | 94                                 |

## Konstrukcja

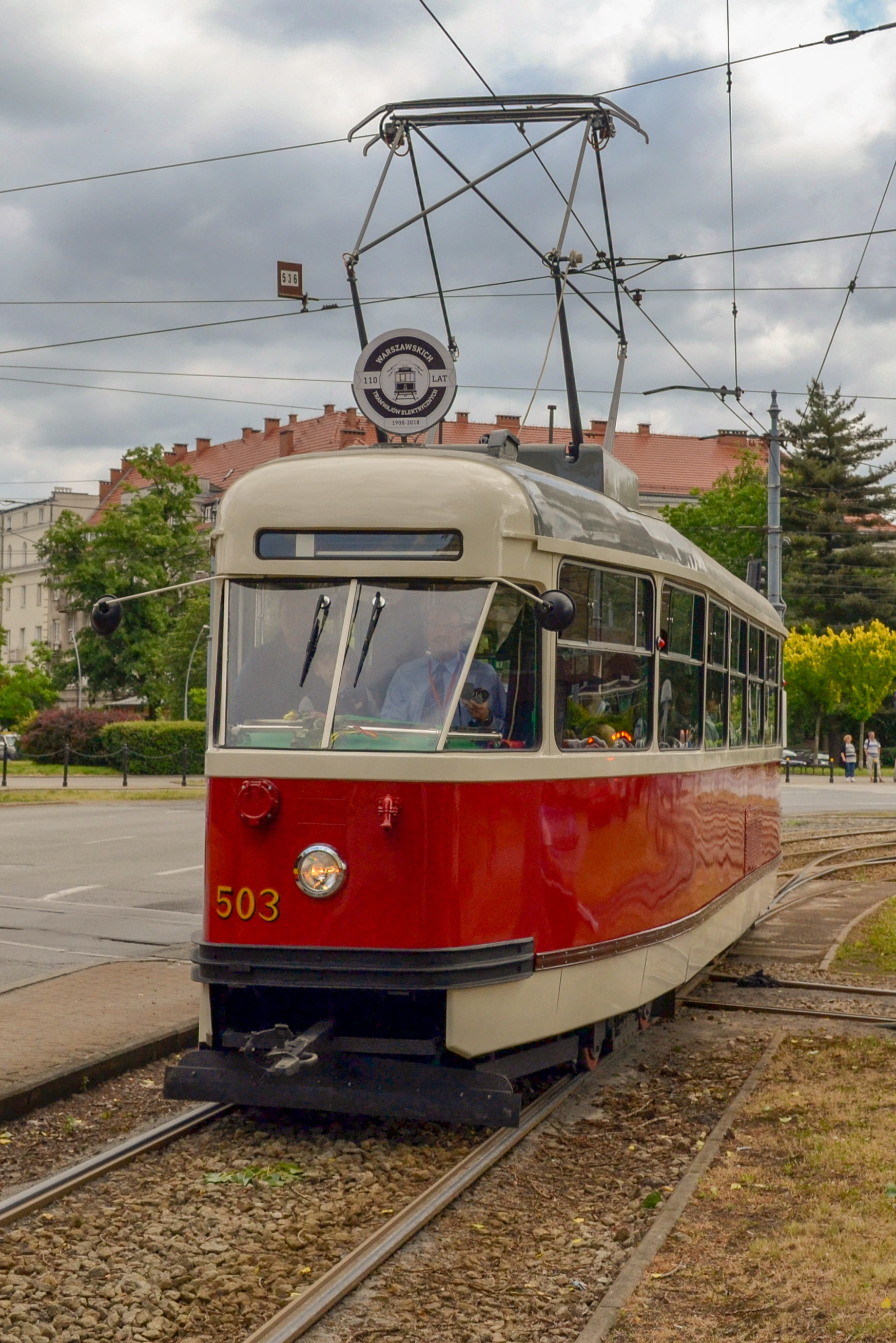
Prototypowy Konstal 13N w Warszawie

W porównaniu z Tatrą T1 zastosowano inny rodzaj aparatury elektrycznej, pantograf nożycowy zamiast pałąkowego, zmieniono wygląd zderzaków i kasety kierunkowej. Najbardziej widoczną różnicą jest brak czerwonej, pięcioramiennej gwiazdy ponad kasetą. 
13N to silnikowy wagon tramwajowy wywodzący się konstrukcyjnie od Tatry T1, która z kolei była oparta na amerykańskiej koncepcji PCC. Jest to więc jednokierunkowy, jednoczłonowy, czteroosiowy tramwaj z dwoma dwuosiowymi wózkami i podłogą na jednym poziomie. Wózki napędzane są czterema silnikami prądu stałego typu LTa-220, przy czym na każdą oś przypada jeden silnik. Po prawej stronie nadwozia umieszczono troje czteroczęściowych drzwi harmonijkowych. Pierwotnie pierwsze i drugie drzwi służyły jako wyjściowe, a trzecie jako wejściowe.  
Wewnątrz umieszczono tapicerowane siedzenia w układzie 1+1. Zimą przedział pasażerski ogrzewany jest ciepłym powietrzem wydzielanym przez silniki oraz rezystory rozruchowe, latem ogrzane powietrze kierowane jest na zewnątrz tramwaju. Oświetlenie przedziału pasażerskiego zasilane jest bezpośrednio z sieci trakcyjnej. W egzemplarzach prototypowych wnętrze oświetlały kinkiety, a w seryjnych szeregowo połączone plafoniery pracujące pod napięciem 127 V DC. Obwody niskonapięciowe zasila przetwornica wirowa napięciem 40 V DC. 
Tramwaje 13N początkowo wyposażone były w nożycowe odbieraki prądu, które z czasem zastąpiono odbierakami OTK-1, oraz w wyposażenie elektryczne ACEC. Od 1964 r. zamiast rozrusznika bębnowego ACEC zaczęto montować polski odpowiednik typu GBT-374 produkcji Woltanu. Motorniczy kieruje tramwajem za pomocą trzech pedałów nożnych – lewy jest czuwakiem, środkowy pełni funkcję hamulca, a prawy nastawnika jazdy. Na obu czołach tramwaju zamontowano gniazda sterowania wielokrotnego. Na przednim czele zlokalizowano jeden okrągły reflektor. 

## Wersje
Oprócz podstawowej wersji 13N wyprodukowano także 3 składy 13NS+13NSD z rozrządem stycznikowym, przy czym wagony 13NSD były doczepami czynnymi, pozbawionymi stanowiska motorniczego.
Wersją rozwojową miały być modele 14N i 14ND, ale powstały tylko prototypy przebudowane następnie na 13NS i 13NSD.
Wykonano także prototypowy tramwaj przegubowy 15N – od wozu 102Na odróżniała go m.in. konstrukcja przegubu (brezentowa tkanina) i nastawnik (w formie kierownicy).

## Dostawy
| Państwo        | Miasto                 | Typ            | Lata dostaw    | Liczba | Numery taborowe | Uwagi          |        |
| -------------- | ---------------------- | -------------- | -------------- | ------ | --------------- | -------------- | ------ |
| Polska         | Warszawa               | 13N            | 1959–1969      | 832    |                 | 503 – prototyp | [ 1 ]  |
| Polska         | konurbacja górnośląska | 13N            | 1962           | 4      | 125–128         |                | [ 10 ] |
| Łączna liczba: | Łączna liczba:         | Łączna liczba: | Łączna liczba: | 836    |                 |                |        |

## Eksploatacja
Tramwaje 13N przeznaczone były dla Warszawy, ale 4 sztuki przebudowane na stycznikowe, identyczne z 13NS (jakkolwiek nigdy tego oznaczenia nie nosiły) otrzymał także GOP. Wozy prototypowe były testowane w Warszawie i Katowicach, tam jeździły także składy 14N+14ND i przegubowy 15N.
13N na przestrzeni lat poddawane były różnym modernizacjom. W Chorzowie do dziś pracuje jeden wóz techniczny przebudowany ze śląskiego 13NS, a Poznań posiadał w latach 1998–2011 jeden egzemplarz muzealny #115 wymieniony z Warszawą na wagon 102Na. Wagon poznański został w marcu 2008 odstawiony ze względu na zły stan techniczny, a w 2010 przekazany Szkole Aspirantów PSP jako treningowy.
W nocy z 31.12.2012 na 1.01.2013, na okolicznościowej linii 13N, oficjalnie zakończono eksploatację tramwajów typu 13N w Warszawie.

## Wagony historyczne
| Pochodzenie | Numer taborowy | Zdjęcie | Obecny właściciel                | Typ  | Rok produkcji | Historyczny od roku | Uwagi |               |
| ----------- | -------------- | ------- | -------------------------------- | ---- | ------------- | ------------------- | --- | ------------- |
| Warszawa    | 115            |         | Szkoła Aspirantów PSP w Poznaniu | 13N  | 1965          | 1998                | Od 2010 jako obiekt ćwiczeniowy na poligonie strażackim w Luboniu, wcześniej jako historyczny w Poznaniu. | [ 13 ]        |
| Warszawa    | 407            |         | Tramwaje Warszawskie             | 13N  | 1967          | 2013                | | [ 14 ]        |
| Warszawa    | 503            |         | Tramwaje Warszawskie             | 13N  | 1959          | 2013                | | [ 15 ]        |
| Warszawa    | 534            |         | Tramwaje Warszawskie             | 13NS | 1968          | 1996                | | [ 16 ]        |
| Warszawa    | 535            |         | Tramwaje Warszawskie             | 13N  | 1968          | 2013                | | [ 17 ]        |
| Warszawa    | 642            |         | Tramwaje Warszawskie             | 13N  | 1968          | 2012                | | [ 18 ]        |
| Warszawa    | 795            |         | Tramwaje Warszawskie             | 13N  | 1969          | 1994                | | [ 19 ]        |
| Warszawa    | 821+818        |         | Tramwaje Warszawskie             | 13N  | 1969          | 2013                | | [ 20 ]        |
| Warszawa    | 308            |         | Tramwaje Śląskie                 | 13N  | 1967          | 2013                | | [ 21 ]        |
| Warszawa    | 400            |         | MPK Kraków                       | 13N  | 1967          |                     | Wagon zakupiony w 2021 r. od osoby prywatnej z Gdańska, gdzie trafił z Warszawy w 2017 r.                 | [ 22 ] [ 23 ] |

## Inne informacje

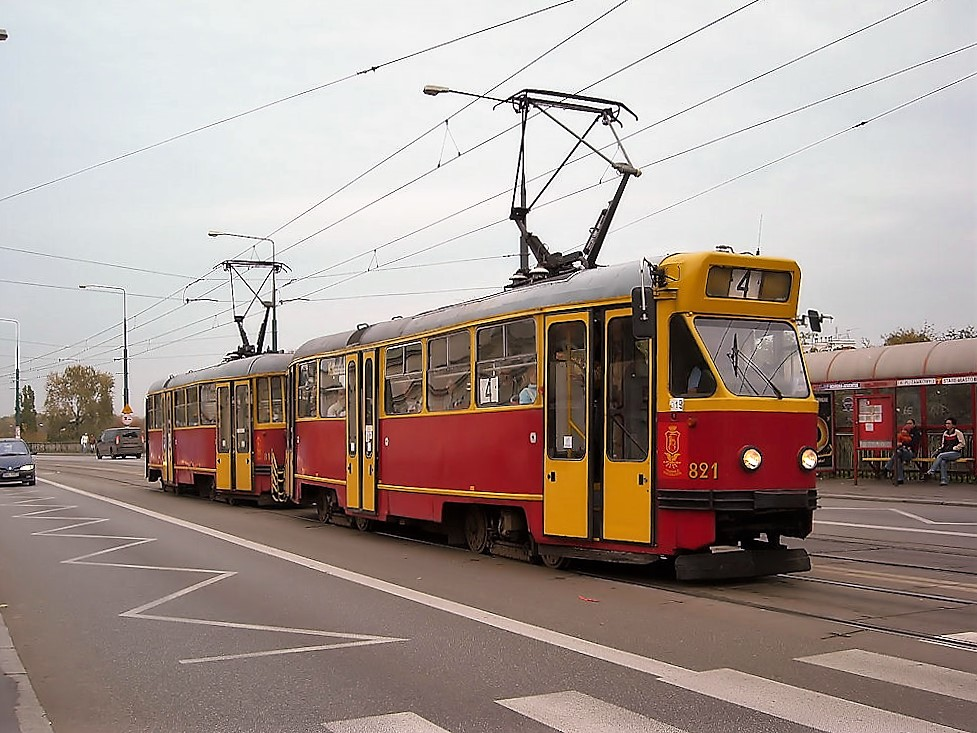
Zmodernizowany skład 13Nmod 821+818

- Wagony te były trzecim typem wózkowym w Warszawie (po wagonach wrocławskich typu Maximum firmy Falkenried oraz wagonach Tatra T1) dostarczonych po wojnie,
- Tramwaje w początkowym okresie były nazywane trumnami ze względu na swoją smukłość wynikającą z wózkowej konstrukcji, całkowicie je odróżniające od wagonów ostojnicowych,
- W 1994 zmodernizowano wagony 821 i 818 na typ 13Nmod. Wagonowi 821 zamontowano dwa reflektory a 818 zamieniono w doczepę czynną, na miejscu przodu zamontowano tył innego rozbitego wagonu przeznaczonego do kasacji. W składzie zamontowano drzwi odstawiane na zewnątrz, wymieniono też elektronikę. Skład 821+818 przez swój nietypowy wygląd nazywany jest „żabą”.
- Tym modelem tramwaju na warszawskiej linii 18 kieruje bohater serialu Miodowe lata, motorniczy Karol Krawczyk.
- W filmie animowanym Tytus, Romek i A’Tomek wśród złodziei marzeń profesor T’Alent przerobił wagon 13N nr 711 na wszechkosmiczny pojazd dla głównych bohaterów. Oryginalny 13N #711 został przyjęty na stan Tramwajów Warszawskich 7 grudnia 1968 i skreślony 12 lutego 1993. Wagony „sąsiedzkie”, tj. 710 i 712, pozostawały w eksploatacji kolejno do 1999 i 2011 roku.
- 5 stycznia 2013 ostatni raz można było się przejechać tramwajem typu 13N w ruchu liniowym. Od tego dnia tramwaje te można spotkać tylko podczas różnych imprez kulturalnych w Warszawie.